# 戸田氏成
戸田 氏成（とだ うじしげ）は、美濃大垣新田藩（三河畑村藩）の初代藩主。大垣藩戸田家分家初代。赤穂事件で知られる浅野長矩の従弟にあたる。

## 生涯
万治2年（1659年）、美濃大垣藩の第3代藩主・戸田氏西の次男として生まれる。貞享元年（1684年）に分家で6200石を領する大身旗本の戸田氏利の養子となり、貞享5年（1688年）7月10日に家督を継ぐ。このとき、兄の氏定から新田3000石を分与されて1万石の大名となり、大垣新田藩の藩祖となった。
元禄5年（1692年）3月、同国郡上八幡藩主の遠藤常久が7歳で死去したことにより、遠藤家は無嗣改易となった。幕府では遠藤家の祖先の功績などを考慮し、将軍徳川綱吉の側室・お伝の方（瑞春院）の妹・お松と旗本白須政休の長男の白須数馬を、同年5月に一旦遠藤家の親族で数馬の義理の伯父（お伝の方の姉・お初の夫）にあたる氏成の養子とした上で、これをさらに遠藤家の養子とし、常陸・下野国内で1万石を与えて大名遠藤家の再興を認めた。
元禄14年（1701年）3月、従弟の浅野長矩が高家旗本の吉良義央に斬りつけたため、縁戚による連座処分により6月まで出仕停止に処された。
同年10月、従五位下、淡路守に叙位・任官する。
正徳3年（1713年）、領内に倹約令を出して元禄文化による華美な文化の抑制、苦しくなる藩財政の再建に努めた。
享保4年（1719年）5月3日に死去した。享年61。跡を養子の氏房が継いだ。

## 系譜
父母
- 戸田氏西（実父）
- 内藤忠政の娘（実母）
- 戸田氏利（養父）

正室
- お初 - 牧野成貞の養女、小谷（堀田）正元の長女、瑞春院の姉

子女
- 戸田忠胤正室

養子
- 戸田氏房 - 戸田氏定の五男
- 遠藤胤親 - 白須政休の長男、母は瑞春院の妹